# Curwy
Curwy is een historisch merk van motorfietsen.
De bedrijfsnaam was: Curt Szymanski, Sommerfeld, Bezirk Frankfort/Oder.
In 1923 ontstonden in Duitsland honderden kleine merken, die zich veelal richtten op de markt voor goedkope, lichte motorfietsjes. Curwy deed dat niet, want het begon zwaardere en duurdere modellen met 346- en 497cc-zij- en kopklepmotoren te maken. De verkopen liepen slecht, maar toch wist het merk het jaar 1925 te overleven, toen meer dan 150 merken weer verdwenen. In 1927 werd de merknaam veranderd in Cursy, maar in 1928 moest Szymanski de productie beëindigen. In dat jaar veranderde de wetgeving in Duitsland, waardoor men voor motorfietsen onder de 200 cc geen belasting hoefde te betalen en geen rijbewijs nodig had.